# Terma (budismo)

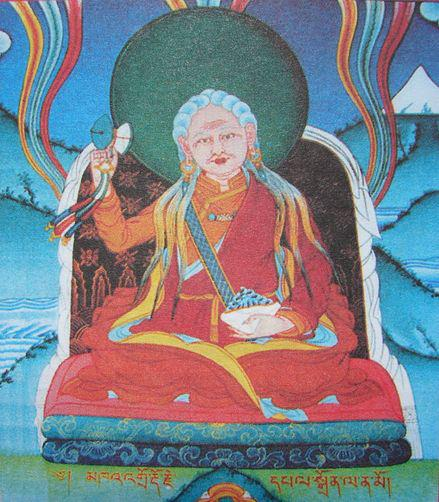
Ayu khandro art.. Los termas son tesoros escondidos, que pueden hallarse dentro del plano físico o mental.

Terma (en tibetano: གཏེར་མ་, Wylie: gter ma) significa «tesoro» en tibetano.
De acuerdo a la tradición tibetana, los Terma fueron escondidos por Padmasambhava en el siglo VIII para que fueran descubiertos en tiempos posteriores cuando se contara con la capacidad suficiente para comprenderlas.
Las termas pueden ser textos u objetos y pueden estar escondidas en lugares del plano físico o mental. Los Terton son especialistas en el descubrimiento de Termas, siendo los dos más famosos exponentes en siglo XX: Dudjom Rinpoche, Dilgo Khyentse Rinpoche y Chogyam Trumgpa Rimpoche.
La tradición de los Terma es particularmente importante dentro de la escuela Nyingma.
El Bardo Todol, también conocido como el "Libro Tibetano de los muertos", es un Terma del tipo mental.
En 1969, Chogyam Trumgpa Rimpoche recibió el texto terma llamado Las Sadhana del Majamudra, mientras practicaba un retiro solitario en el monasterio sagrado del acantilado Paro Taktsang, Bután.
En 1976, Chogyam Trumgpa Rimpoche recibió el primer terma de los que sería la serie de los termas de Shambhala, las cuales constituyen la fuente desde la que construyó la serie de cursos denominada Aprendizaje de Shamhala.